# Hip hop africano
La musica rap diventò popolare in Africa già dai primi anni 1980 grazie alla diffusione dell'influenza statunitense. Il primo gruppo hip hop africano furono i Black Noise, sudafricani di Città del Capo, che iniziarono la loro attività come writer e ballerini di break dance, per poi iniziare con l'MCing all'incirca nel 1989. L'apartheid che all'epoca dominava il Sudafrica, cercò di impedire la diffusione del rap per l'aiuto che dava alla lotta per l'uguaglianza tra le etnie presenti sul territorio sudafricano. Successivamente, il governo rese legale l'hip hop nel 1993, permettendo la programmazione di musica rap in radio e di video del medesimo genere in TV.
Nel 1985 il rap raggiunse il Senegal, paese francofono dell'Africa Occidentale. Alcuni dei primi rapper senegalesi furono MC Lida, MC Solaar e Positive Black Soul, che mescolavano rap al Mbalax, un tipo di musica suonata nell'Africa occidentale da secoli. Durante la fine degli anni '80 e l'inizio degli anni '90 il rap iniziò ad essere sempre più conosciuto in tutta l'Africa, ogni regione presenta comunque un proprio definito stile musicale, così elementi di rap possono trovarsi anche nel Kwaito, un nuovo genere basato sulla house music, sviluppato in Sudafrica durante gli anni '90.

## Artisti di hip hop africano

### Algeria
- GABRIELE TEDESCHI
- Double Kanon
- MBS
- Faouzi Tarkhani

### Angola
- Das Primeiro
- Mutu Moxy (Angola/South Africa)
- South Side Posse

### Ghana
- Boyz of Butuburam (Liberia/Ghana/Germania)
- Buk Bak
- Obrafour
- Reggie Rockstone
- Tic-Tac
- Tinny
- V.I.P
- Sarkodie
- Guru.

### Kenya
- Hardstone (Kenya/USA)
- Kalamashaka
- Hard Blasters
- Poxy Pressure
- Nazizi
- Cloud Tissa

### Mozambico
- Baseball Track (Mozambico/USA/GB/Portogallo)
- Dabo Boys
- Face negra
- Bilimbao

### Namibia
- Boli Mootseng
- Ees

### Nigeria
- 2face Idibia
- Amplifyd Crew
- ArtQuake
- Ca$hino (Nigeria/GB)
- Eedris Abdulkareem
- Eldee
- JazzMan Olofin
- JJC (Nigeria/GB)
- Maintain
- P-Square
- Plantashun Boyz
- Ruggedman
- Styl Plus
- Tony Tetuila
- Ty
- Unsung Heroes
- Benny Paladin

### Senegal
- Akon
- Daara J
- Idouble S
- MC Solaar (Senegal/Francia)
- Pee Froiss
- Positive Black Soul
- Shadow Zu (Costa D'Avorio/Senegal)
- BMG 44
- Alif
- Sunu Flavor
- N.I.X.
- Sefyu (Senegal/Francia)

### Sudafrica
- Terror MC
- Hipe
- Jitsvinger
- Konfab
- Writers Block
- Bootleghiphop
- Archetypes
- High Voltage
- Dj Scratch
- Dj Cavera C (Angola/Sudafrica)
- Shorty Bang (Angola/Sudafrica)
- Ill-Literate Skill
- Driemanskap
- Black Noise
- Brasse Vannie Kaap
- Goddessa
- Trybe
- Mr. Devious
- Mutu Moxy (Angola/Sudafrica)
- Ǣvenger Camp (Sudafrica/USA/GB/Olanda)
- Prophets of da City

### Tanzania
- Hard Blasters
- Kwanza Unit
- Mr. II
- X Plastaz

### Altre nazioni
- K-Melia (Congo)
- Kaysha (Repubblica Democratica del Congo/Francia)
- Kill Point (Guinea)
- Kingpinn (Zimbabwe)
- K'naan (Somalia/Canada)
- Le Specialist (Madagascar/Francia)
- M.A.M. (Costa D'Avorio/Francia)
- Mapenzi (Ruanda)
- M.C. Claver (Costa D'Avorio)
- Mizchif   (Zimbabwe)
- MTM (Egitto)
- Negro Force (Togo)
- Of Unknown Origin (Zimbabwe/USA)
- The Postmen (Capo Verde/Suriname/Olanda)
- Rage (Mali)
- RedOne (Marocco)
- Sakpata Boys (Benin)
- Krazienaija, su krazienaija.com. URL consultato il 7 luglio 2006 (archiviato dall'url originale il 22 giugno 2006).
- Skyhigh Family (Somalia)
- Tata Pound (Mali)
- TATU CLAN (Repubblica Democratica del Congo)
- U.M.A.R. (Camerun/Francia)
- Ya Kid K (Repubblica Democratica del Congo/Belgio)
- Zotto Boyz (Mali)

## Dischi
- Africa Raps (2002). Trikont.
- The Rough Guide to African Rap (2004) compilation. World Music Network.